# Esparciatas

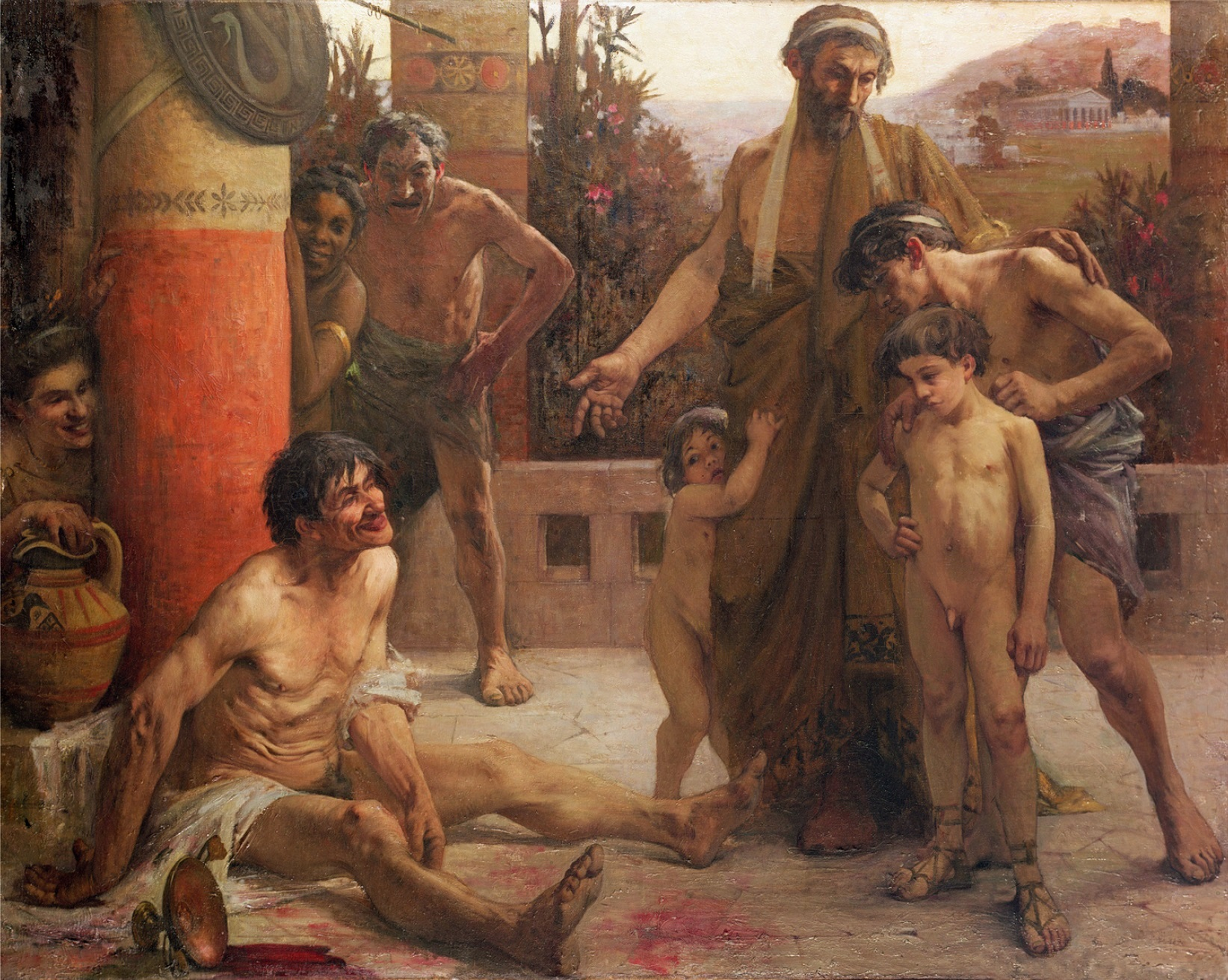
Um espartano mostrando um hilota bêbado aos seus filhos, 1900; pintura de Fernand Sabatte

Esparciatas  ou Homoios constituíam uma das divisões da sociedade espartana. Eram os cidadãos espartanos que permaneciam à disposição do exército ou dos negócios públicos. Em geral, não podiam exercer o comércio nem vender suas terras, sendo sustentados pelos servos. Os homens esparciatas eram mandados ao exército aos sete anos de idade, onde recebiam educação e aprendiam as artes da guerra e desporto. 
Pertenciam a este grupo todos os que fossem filhos de pai e mãe espartanos, sendo os únicos que possuíam direitos políticos (governo da cidade), constituindo o corpo dos cidadãos. Deviam dedicar sua vida ao estado espartano, permanecendo à disposição do exército ou dos negócios públicos. Além disso, para se pertencer a este grupo era obrigatório ter recebido a educação espartana e estar inscrito num sissício (syssition), onde tomavam a refeição em comum. A Gerúsia — conselho de Anciãos — era constituída por dois reis e mais 28 esparciatas com mais de 60 anos. 
Os esparciatas eram a camada dominante de Esparta. Embora em absoluta inferioridade numérica — não mais de 20% da população — eram os únicos com plenos direitos civis e políticos, já que descendiam dos primeiros conquistadores dórios. Só eles podiam ocupar cargos no governo, só eles passavam a vida em serviço militar permanente, só eles eram donos de quase todos os campos ao redor de Esparta.